# Otospermophilus
Genre
Otospermophilus est un genre de rongeurs de la famille des Sciuridés et de la sous-famille des Xerinae.

## Liste des espèces
Selon ITIS (29 juin 2019) :
- Otospermophilus atricapillus (Bryant, 1889)
- Otospermophilus beecheyi (Richardson, 1829)
- Otospermophilus variegatus (Erxleben, 1777) - Écureuil des rochers[3]